# Coupe de France 1924/25

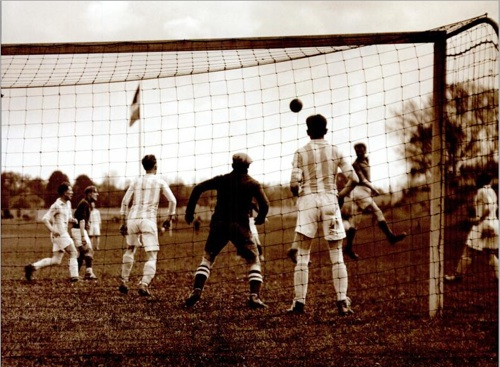
Finale van de Coupe de France 1924/25

Het seizoen 1924/25 was het achtste seizoen van de Coupe de France in het voetbal. Het toernooi werd georganiseerd door de Fédération Française de Football Association (FFFA) .
Dit seizoen namen er 326 clubs aan deel (21 meer dan aan de twee vorige edities). De competitie eindigde op 10 mei met de beslissingswedstrijd in de finale in het Stade Olympique Yves-du-Manoir in Colombes. De zege ging voor de tweede keer naar CASG Paris die in de beslissende wedstrijd FC Rouen met 3-2 versloeg.

## Uitslagen

### 1/32 finale
De wedstrijden werden op 7 december 1924 gespeeld, de twee overgespeelde wedstrijden op 28 december.
| Winnaar                | Uitslag     | Verliezer                      |
| ---------------------- | ----------- | ------------------------------ |
| CASG Paris             | 2-0         | SC Choisy-le-Roi               |
| FC Rouen               | 1-0 *; 2-0  | CA Paris                       |
| FC Cette               | 4-1         | Bagnères-Luchon Sports         |
| Olympique Paris        | 2-1         | AS Cheminots Rennes            |
| AF La Garenne-Colombes | 2-0         | US Saint-Servan                |
| Stade Français         | 1-0         | FC Sotteville                  |
| AC Amiens              | 0-2 * ; 4-1 | Standard AC Paris              |
| Olympique Marseille    | 7-0         | Section Burdigalienne Bordeaux |
| US Boulogne            | 4-1         | Racing Club de France          |
| Stade Le Havre         | 1-0         | US Tourcoing                   |
| Le Havre AC            | 4-1         | ES Juvisy                      |
| Stade Bordeaux         | 4-1         | Stade Raphaëlois               |
| Red Star Amical Club   | 3-1         | SC Douai                       |
| RC Roubaix             | 5-2         | SO L’Est                       |
| SC Nîmes               | 8-0         | US Pont-de-Chéruy              |
| US Suisse Paris        | 4-2         | FC Bischwiller 07              |

| Winnaar                 | Uitslag | Verliezer              |
| ----------------------- | ------- | ---------------------- |
| AS Brest                | 2-1     | Stade Lesneven         |
| Racing Calais           | 1-0     | FC Dieppe              |
| US Belfort              | 4-2     | La Sportive Thionville |
| AS Cannes               | 8-1     | US Vergèze             |
| Red Star Strasbourg     | 3-0     | US Lunéville           |
| US Quevilly             | 2-0     | CA Vitry               |
| CA Metz                 | 1-0     | Stade Roubaix          |
| La Bastidienne Bordeaux | 1-0     | Olympique Antibes      |
| RC Strasbourg           | 3-0     | FC Lyon                |
| Stade Rennes            | 3-0     | USA Clichy             |
| RC Arras                | 2-0     | FEC Levallois          |
| SO Montpellier          | 2-1     | UA Cognac              |
| Stade Saint-Brieuc      | 3-2     | Drapeau Fougères       |
| Racing Club Rouen       | 2-1     | Excelsior Tourcoing    |
| AS Strasbourg           | 3-0     | AS Valentigney         |
| Gallia Club Lunel       | 3-1     | Lyon OU                |

### 1/16 finale
De wedstrijden werden op 11 januari 1925 gespeeld, de enige beslissingswedstrijd op 25 januari.
| Winnaar                | Uitslag     | Verliezer               |
| ---------------------- | ----------- | ----------------------- |
| CASG Paris             | 3-1         | AS Brest                |
| FC Rouen               | 2-2 nv; 3-0 | Racing Calais           |
| FC Cette               | 5-0         | US Belfort              |
| Olympique Paris        | 1-0         | AS Cannes               |
| AF La Garenne-Colombes | 2-0         | Red Star Strasbourg     |
| Stade Français         | 3-0         | US Quevilly             |
| AC Amiens              | 3-1         | CA Metz                 |
| Olympique Marseille    | 1-0         | La Bastidienne Bordeaux |

| Winnaar              | Uitslag | Verliezer          |
| -------------------- | ------- | ------------------ |
| US Boulogne          | 3-1     | RC Strasbourg      |
| Stade Le Havre       | 2-1     | Stade Rennes       |
| Le Havre AC          | 1-0     | RC Arras           |
| Stade Bordeaux       | 4-1     | SO Montpellier     |
| Red Star Amical Club | 3-2     | Stade Saint-Brieuc |
| RC Roubaix           | 1-0     | Racing Club Rouen  |
| SC Nîmes             | 1-0     | AS Strasbourg      |
| US Suisse Paris      | 3-2     | Gallia Club Lunel  |

### 1/8 finale
De wedstrijden werden op 1 februari 1925 gespeeld.
| Winnaar         | Uitslag | Verliezer      |
| --------------- | ------- | -------------- |
| CASG Paris      | 2-1     | US Boulogne    |
| FC Rouen        | 2-0     | Stade Le Havre |
| FC Cette        | 3-2 nv  | Le Havre AC    |
| Olympique Paris | 1-0     | Stade Bordeaux |

| Winnaar                | Uitslag | Verliezer            |
| ---------------------- | ------- | -------------------- |
| AF La Garenne-Colombes | 1-0     | Red Star Amical Club |
| Stade Français         | 3-2     | RC Roubaix           |
| AC Amiens              | 1-0     | SC Nîmes             |
| Olympique Marseille    | 1-0     | US Suisse Paris      |

### Kwartfinale
De wedstrijden werden op 1 maart 1925 gespeeld.
| Winnaar         | Uitslag | Verliezer              |
| --------------- | ------- | ---------------------- |
| CASG Paris      | 2-0     | AF La Garenne-Colombes |
| FC Rouen        | 2-1     | Stade Français         |
| FC Cette        | 1-0     | AC Amiens              |
| Olympique Paris | 1-0     | Olympique Marseille    |

### Halve finale
De wedstrijden werden op 5 april 1925 gespeeld.
| Winnaar    | Uitslag | Verliezer       |
| ---------- | ------- | --------------- |
| CASG Paris | 1-0     | FC Cette        |
| FC Rouen   | 2-1 nv  | Olympique Paris |

### Finale
De wedstrijd werd op 26 april 1927 gespeeld in het Stade Olympique Yves-du-Manoir in Colombes voor 20.000 toeschouwers. De wedstrijd stond onder leiding van scheidsrechter Marcel Slawick. De beslissingswedstrijd werd op 10 mei voor 18.000 toeschouwers gespeeld, in hetzelfde stadion, onder dezelfde leiding.
| Winnaar                                                    | Uitslag | Finalist                                  |
| ---------------------------------------------------------- | ------- | ----------------------------------------- |
| CASG Paris                                                 | 1-1 nv  | FC Rouen                                  |
| Auger 70'                                                  |         | 3' Marcel Boulanger                       |
| beslissingswedstrijd                                       |         |                                           |
| CASG Paris                                                 | 3-2     | FC Rouen                                  |
| Jaroslav Soïka 3' Jean Barville 15' Pierre Liénert (s) 58' |         | 11' Marcel Boulanger 20' Marcel Boulanger |

1917/18 · 1918/19 · 1919/20 · 1920/21 · 1921/22 · 1922/23 · 1923/24 · 1924/25 · 1925/26 · 1926/27 · 1927/28 · 1928/29 · 1929/30 · 1930/31 · 1931/32 · 1932/33 · 1933/34 · 1934/35 · 1935/36 · 1936/37 · 1937/38 · 1938/39 · 1939/40 · 1940/41 · 1941/42 · 1942/43 · 1943/44 · 1944/45 · 1945/46 · 1946/47 · 1947/48 · 1948/49 · 1949/50 · 1950/51 · 1951/52 · 1952/53 · 1953/54 · 1954/55 · 1955/56 · 1956/57 · 1957/58 · 1958/59 · 1959/60 · 1960/61 · 1961/62 · 1962/63 · 1963/64 · 1964/65 · 1965/66 · 1966/67 · 1967/68 · 1968/69 · 1969/70 · 1970/71 · 1971/72 · 1972/73 · 1973/74 · 1974/75 · 1975/76 · 1976/77 · 1977/78 · 1978/79 · 1979/80 · 1980/81 · 1981/82 · 1982/83 · 1983/84 · 1984/85 · 1985/86 · 1986/87 · 1987/88 · 1988/89 · 1989/90 · 1990/91 · 1991/92 · 1992/93 · 1993/94 · 1994/95 · 1995/96 · 1996/97 · 1997/98 · 1998/99 · 1999/00 · 2000/01 · 2001/02 · 2002/03 · 2003/04 · 2004/05 · 2005/06 · 2006/07 · 2007/08 · 2008/09 · 2009/10 · 2010/11 · 2011/12 · 2012/13 · 2013/14 · 2014/15 · 2015/16 · 2016/17 · 2017/18 · 2018/19 · 2019/20 · 2020/21 · 
2021/22 · 2022/23 · 2023/24 · 2024/25 ·